# Вілька Таневська
Вілька Таневська (пол. Wólka Tanewska) — село в Польщі, у гміні Улянув Ніжанського повіту Підкарпатського воєводства.
Населення — 1444 особи (2011).

## Розташування
Село лежить на правому березі річки Танва при її впадінні до Сяну. Через село пролягає воєводська дорога № 858. Вілька Таневська знаходиться за 11 км на схід від повітового центру Нисько і за 55 км на північ від воєводського центру Ряшева.

## Історія
В ході Йосифинської колонізації Галичини в 1783 р. на північ від села утворена німецька колонія Танефзав (нім. Tanefsau).
У 1831 р. Вілька Таневська зазначається в переліку сіл, які належали до греко-католицької парафії Дубрівка Каньчузького деканату Перемишльської єпархії, кількість парафіян у селі становила 19 осіб, а в присілку Волошини — 14 осіб На той час унаслідок насильної асиміляції українці західного Надсяння опинилися в меншості. До 1873 р. Шематизм Перемишльської греко-католицької єпархії подавав число греко-католиків окремо для присілку Волошини.
Відповідно до «Географічного словника Королівства Польського» в 1893 р. село знаходилось у Нисківському повіті Королівства Галичини та Володимирії Австро-Угорщини, складалося з двох селищ: власне Вілька Таневська (90 будинків) і Волошини (32 будинки), а також 2 будинки на землях фільварку, загалом у селі були 124 будинки і 735 мешканців, з них 629 римо-католиків, 49 греко-католиків і 57 юдеїв.
У 1939 р. в селі нараховувалось 119 греко-католиків — належали до греко-католицької парафії Дубрівка Лежайського деканату Перемишльської єпархії. Село входило до ґміни Улянув II Нисківського повіту Львівського воєводства Польщі.
У 1975—1998 роках село належало до Тарнобжезького воєводства.

## Демографія
Демографічна структура станом на 31 березня 2011 року:
|          | Загалом | Допрацездатний вік | Працездатний вік | Постпрацездатний вік |
| -------- | ------- | ------------------ | ---------------- | -------------------- |
| Чоловіки | 721     | 159                | 500              | 62                   |
| Жінки    | 723     | 145                | 443              | 135                  |
| Разом    | 1444    | 304                | 943              | 197                  |